# Hervé Flandin
Hervé Flandin (n. 4 iunie 1965, Modane, Rhône-Alpes, Franța) este un biatlonist ce a reprezentat Franța, medaliat olimpic. A participat la 3 ediții ale Jocurilor Olimpice (1988, 1992, 1994) în care a câștigat o medalie de bronz.